# William Bakewell
William Bakewell (2 de maig de 1908 - 15 d'abril de 1993) va ser un actor nord-americà que va assolir la seva fama més gran com un dels principals intèrprets juvenils de finals dels anys vint i primers dels anys trenta. Se'l recorda popularment per haver interpretat al soldat alemany Albert Kropp al clàssic del cinema All Quiet on the Western Front (1930) i com a Rodney Jordan, germà de Joan Crawford, a Dance, Fools, Dance (1931).

## Biografia
Bakewell era natural de Los Angeles. Va assistir a la Harvard School for Boys and Page Military Academy d'allà. Va començar la seva carrera cinematogràfica com a extra a la pel·lícula muda Fighting Blood (1924), i va continuar actuant per arribar a participar en unes 170 pel·lícules i programes de televisió. Va tenir funcions de suport al final de l'època del cinema mut i va assolir el moment àlgid de la seva carrera cap al 1930.
El 1933, Bakewell va contribuir a la fundació del Screen Actors Guild, i va ser el 44è dels 50 membres originals. Amb l'arribada del cinema sonor i després dels anys de la depressió, va perdre protagonisme, tot i que es va familiaritzar en desenes de pel·lícules, inclosa una breu aparició com a soldat a cavall a  Allò que el vent s'endugué  (1939), i a qui Scarlett O'Hara li pregunta amb relació a quan arriben a Atlanta els soldats ianquis.
Durant la [Segona Guerra Mundial], Bakewell va servir a l'exèrcit dels Estats Units. A la dècada del 1960 va ser protagonista de nombroses comèdies en sèries de televisió. L'autobiografia de Bakewell, Hollywood Be Thy Name--Random Recollections of a Movie Veteran From Silents to Talkies to TV, va ser publicada el 1991. El 1993, als 84 anys, Bakewell va morir de leucèmia a Los Angeles.

## Filmografia
Aquesta és una llista incompleta de les pel·lícules en les que va actuar.
- Fighting Blood (1923) - Rol menor (no acreditat)
- A Regular Fellow (1925)
- The Last Edition (1925) - 'Ink' Donovan
- The Gilded Butterfly (1926) - Convidat (no acreditat)
- The Waning Sex (1926) - Rol menor (no acreditat)
- Whispering Wires (1926) - (no acreditat)
- Old Ironsides (1926) - Jove de Filadèlfia (no acreditat)
- Bertha, the Sewing Machine Girl (1926)
- The Heart Thief (1927) - Victor
- Mother (1927) - Jerry Ellis
- The Magic Flame (1927)
- The Shield of Honor (1927) - Jerry MacDowell
- West Point (1927) - 'Tex' McNeil
- The Latest from Paris (1928) - Bud Dolan
- The Devil's Trademark (1928) - Tom Benton
- Harold Teen (1928) - Percival
- The Battle of the Sexes (1928) - Billy Judson
- Annapolis (1928) - Skippy
- Lady of the Pavements (1929) - Un pianista
- The Iron Mask (1929) - Lluis XIV / Germà bessó
- Hot Stuff (1929) - Mack Moran
- On with the Show (1929) - Jimmy
- Gold Diggers of Broadway (1929) - Wally
- On with the Show (1929) - Performer in 'Bicycle Built for Two' Number
- Lummox (1930) - Paul Charvet
- Playing Around (1930) - Jack
- All Quiet on the Western Front (1930) - Albert Kropp
- The Bat Whispers (1930) - Brook
- Paid (1930) - Carney
- Reducing (1931) - Tommy Haverly
- The Great Meadow (1931) - Jack Jarvis (no acreditat)
- Dance, Fools, Dance (1931) - Rodney Jordan
- Daybreak (1931) - Otto
- A Woman of Experience (1931) - Conte Karl Runyi
- Politics (1931) - Benny Emerson
- Guilty Hands (1931) - Tommy Osgood
- The Spirit of Notre Dame (1931) - Jim Stewart
- Cheaters at Play (1932) - Maurice Perry
- While Paris Sleeps (1932) - Paul Renoir
- Back Street (1932) - Richard Saxel - Fill de Walter
- The Secret of Madame Blanche (1933) - Rol menor (escenes esborrades)
- Lucky Devils (1933) - Slugger Jones
- Three-Cornered Moon (1933) - Douglas Rimplegar
- A Man of Sentiment (1933) - John Russell
- Straightaway (1933) - Billy Dawson
- You Can't Buy Everything (1934) - Donny 'Don' Bell as a man
- The Quitter (1934) - Russell Tilford
- Speed Wings (1934) - Jerry
- Green Eyes (1934) - Cliff Miller
- Straight Is the Way (1934) - Dr. Wilkes
- The Party's Over (1934) - Clay
- The Curtain Falls (1934) - Barry Graham
- Crimson Romance (1934) - Adolph
- Sons of Steel (1934) - Roland Chadburne
- Laddie (1935) - Robert Pryor
- On Probation (1935) - Bill Coleman
- Strangers All (1935) - Dick Carter
- Manhattan Butterfly (1935) - Stevens aka Stephen Collier
- Together We Live (1935) - Billy
- Happiness C.O.D. (1935) - Ken Sherridan
- Lady Luck (1936) - Dave Haines
- Sea Spoilers (1936) - Lieut. Commander Mays
- Quality Street (1937) - Lt. Spicer (no acreditat)
- Mile-a-Minute-Love (1937) - Bob Jackson
- Dangerous Holiday (1937) - Tom Wilson
- Jungle Menace (1937) - Tom Banning
- Trapped by G-Men (1937) - Dick Withers
- Exiled to Shanghai (1937) - Andrew
- The Higgins Family (1938) - Eddie Davis
- The Duke of West Point (1938) - Committee Captain
- L'aposta era el seu fill (King of the Turf) (1939) - Intern
- Hotel Imperial (1939) - Cadet (no acreditat)
- Zenobia (1939) - Townsman at Zeke's Recitation (no acreditat)
- Those High Grey Walls (1939) - Kibitzer (no acreditat)
- Allò que el vent s'endugué (Gone with the Wind) (1939) - Oficial a cavall
- Beyond Tomorrow (1940) - David Chadwick
- The Saint Takes Over (1940) - Jugador de cartes (no acreditat)
- Seven Sinners (1940) - Ensign
- Cheers for Miss Bishop (1941) - Jim Forbes (no acreditat)
- Dr. Kildare's Victory (1942) - Mr. Hubbell
- The Dawn Express (1942) - Tom Fielding
- I Live on Danger (1942) - Mac
- The Postman Didn't Ring (1942) - Robert Harwood Jr.
- The Loves of Edgar Allan Poe (1942) - Hugh Pleasant
- King of the Mounties (1942) - Cpl. Hall Ross
- Submarine Alert (1943) - Agent Pomeroy - Fleming's Aide (no acreditat)
- Yanks Ahoy (1943) - Ens. Crosby (no acreditat)
- Hop Harrigan America's Ace of the Airways (1946) - Hop Harrigan
- The Fabulous Dorseys (1947) - Eddie
- The Farmer's Daughter (1947) - Windor
- The Trespasser (1947) - Bruce Coleman, editor literari
- The Bachelor and the Bobby-Soxer (1947) - Winters
- Messenger of Peace (1947) - Pastor Willie von Adel
- King of the Bandits (1947) - Captain Frank Mason
- Arthur Takes Over (1948) - Lawrence White
- So This Is New York (1948)
- Romance on the High Seas (1948) - Dudley
- Night Wind (1948) - Capt. Kingston (no acreditat)
- Miraculous Journey (1948) - (no acreditat)
- You Gotta Stay Happy (1948) - Dick Hebert
- The Capture (1950) - Tolin
- Oh! Susanna (1951) - Tinent (no acreditat)
- Wells Fargo Gunmaster (1951) - Charlie Lannon
- When the Redskins Rode (1951) - Appleby
- Come Fill the Cup (1951) - Hal Ortman
- Radar Men from the Moon (1952) - Ted Richards
- Sempre n'hi cap un altre ((Room for One More) (1952) - Milkman (escenes esborrades)
- So This Is Love (1953) - Charles, Waiter (no acreditat)
- Lucky Me (1954) - Jaguar Owner (no acreditat)
- Davy Crockett, King of the Wild Frontier (1955) - Maj. Tobias Norton (archive footage)
- Official Detective (1958, TV Series) - Sam Graves
- Hell's Five Hours (1958) - Rol menor (no acreditat)
- Johnny Rocco (1958) - Joe, Police Scientist (no acreditat)
- Sea Hunt - Episodi Monte Cristo (1958)
- The Big Fisherman (1959) - Rol menor (no acreditat)
- Not with My Wife, You Don't! (1966) - Brig. Gen. Swift (no acreditat)
- The Strongest Man in the World (1975) - Professor